# Tennesseeskogssångare
Tennesseeskogssångare (Leiothlypis peregrina) är en fågel i familjen skogssångare inom ordningen tättingar. Den häckar i nordliga delar av Nordamerika och flyttar vintertid till ett område från södra Mexiko till Sydamerika. Den är en mycket sällsynt gäst i Europa med några enstaka fynd. Beståndet anses vara livskraftigt.

## Utseende

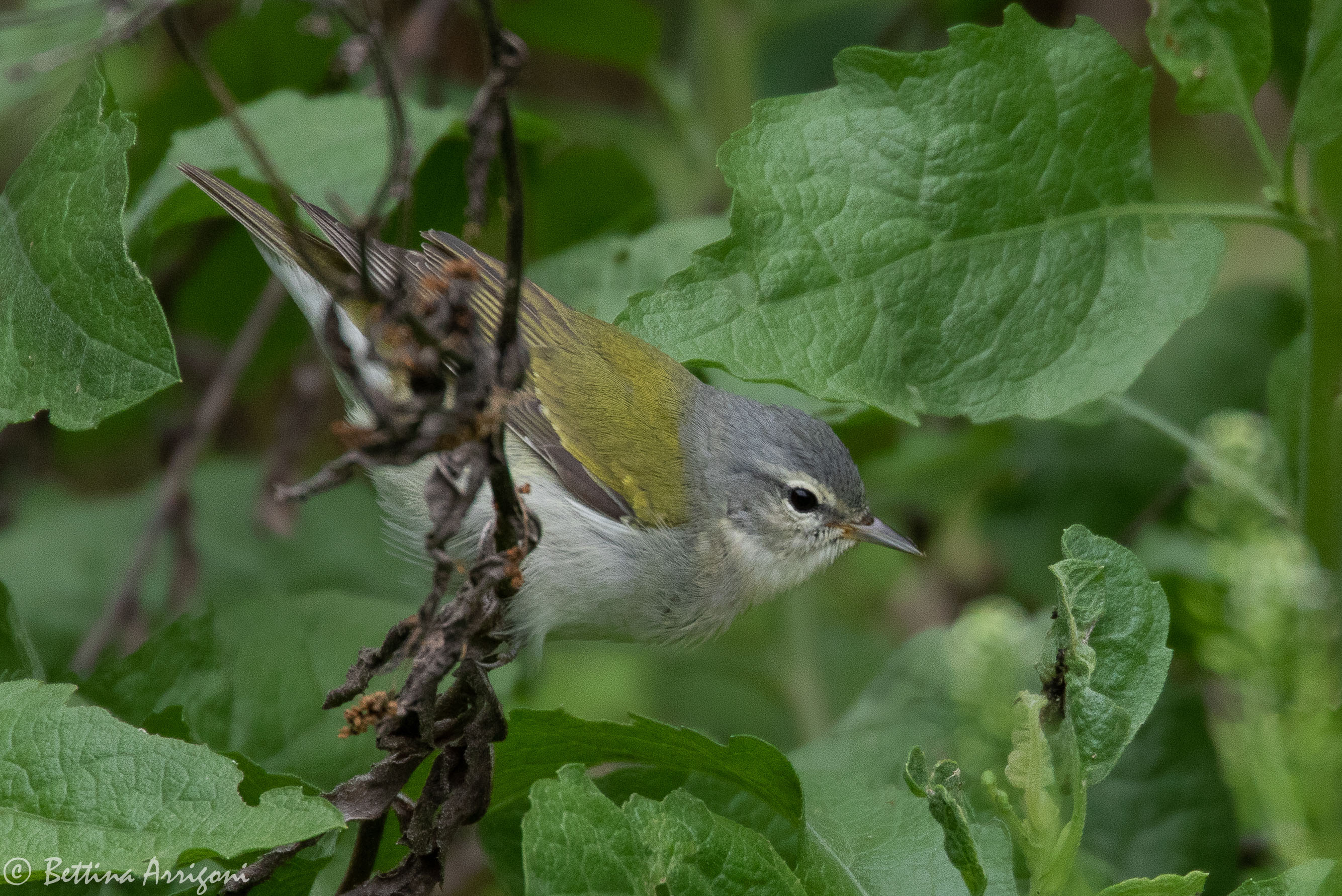

Tennesseeskogssångaren är en liten, skarpnäbbad och kortstjärtad skogssångare med en för familjen rätt enhetlig dräkt. Hane i häckningsdräkt har gulgrön ovansida utan vingband, grå hätta, ostreckat vit undersida och ett tunt vitt ögonbrynsstreck. Honan och hanen utanför häckningstid har ett lite mer gult inslag på huvud och bröst. Undergumpen är dock alltid vit, till skillnad från exempelvis närbesläktade orangekronad skogssångare (L. celata) och nashvilleskogssångare (L. ruficapilla).

## Läten
Tennesseeskogssångarens sång är en högljudd tredelad serie med drillar. Den i mitten består av tvåstaviga toner och den sista snabbare, ljusare och starkare.

## Utbredning och systematik
Fågeln häckar från sydöstra Alaska och södra Yukon till norra USA och övervintrar från södra Mexiko till nordvästra Sydamerika. Den behandlas som monotypisk, det vill säga att den inte delas in i några underarter.
Arten är en mycket sällsynt gäst i Europa med bara några enstaka fynd: fem vardera på Island och Shetlandsöarna, två på Irland 2020 och 2023 och ett vardera i Orkneyöarna 1982, Färöarna 1984, Yttre Hebriderna 1995 och Wales 2022. Ytterligare nio fynd har gjorts i Azorerna.

Häckningstid
Vintertid

### Släktestillhörighet
Tidigare placerades tennesseeskogssångaren i släktet Vermivora men DNA-studier visar att den inte är nära släkt med typarten i Vermivora, blåvingad skogssångare. Numera placeras den därför i ett annat släkte, Leiothlypis.

## Levnadssätt
Tennesseeskogssångaren häckar i boreala skogar, i områden med täta buskar, gräs och unga lövträd. Vintertid ses den i öppen ungskog och jordbruksområden, som skuggiga kaffeplantage. Arten lever av ryggradslösa djur, framför allt fjärilslarver. Vintertid intar den även frukt och nektar som den kommer åt genom att picka ett hål på blommorna underifrån istället för ovanifrån. Det skålformade boet placeras på marken, ofta gömd i vitmossa eller vid roten av en liten buske eller träd. Däri lägger honan tre till åtta vita ägg med rödbruna fläckar.

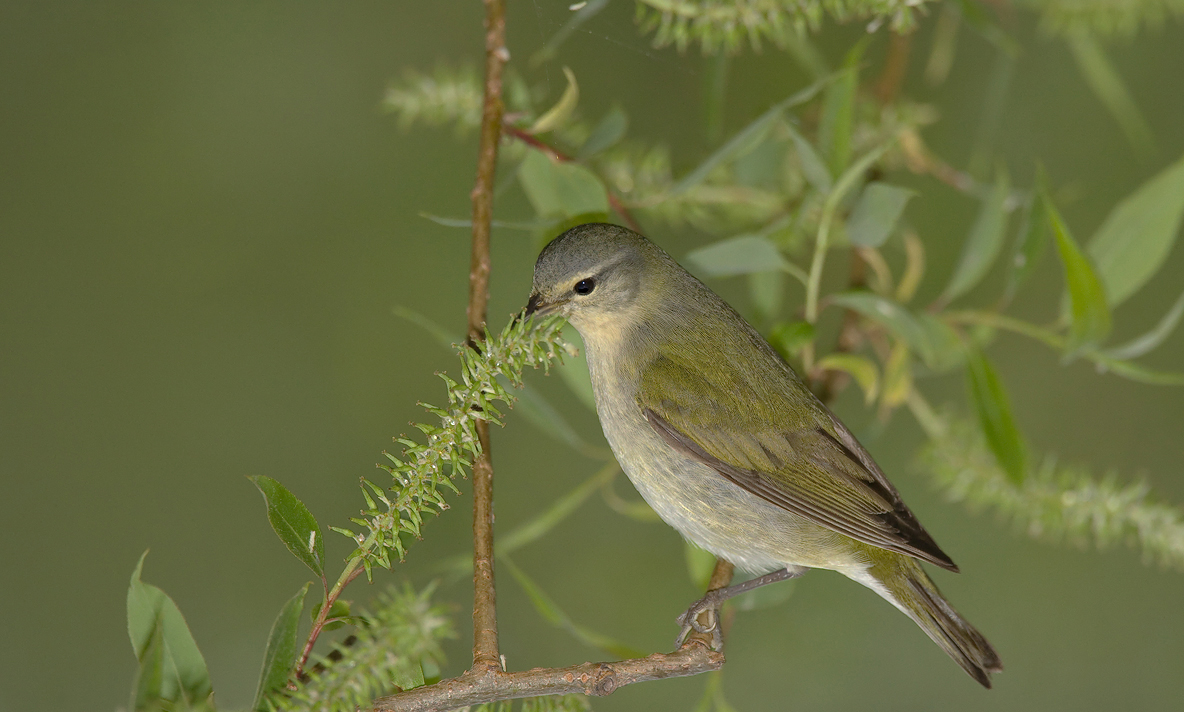

## Status och hot
Arten har ett stort utbredningsområde och en stor population, men tros minska i antal, dock inte tillräckligt kraftigt för att anses vara hotad. Utifrån dessa kriterier kategoriserar IUCN arten som livskraftig (LC). Den är fortfarande en mycket talrik art, med ett uppskattat bestånd på hela 110 miljoner vuxna individer.

## Namn
Tennesseeskogssångaren har fått sitt namn av att Wilson fångade in typexemplaret i Tennessee där fågeln passerar under flyttider och således inte häckar. Det vetenskapliga artnamnet peregrina betyder "vandrare" eller "främling".